# Eulophus gummiferae
Eulophus gummiferae is een vliesvleugelig insect uit de familie Eulophidae. De wetenschappelijke naam is voor het eerst geldig gepubliceerd in 1879 door Fairmaire.